# Приёмышев, Михаил Емельянович
Михаи́л Емелья́нович Приёмышев (30 ноября 1869 — после 1940) — русский советский архитектор, работал преимущественно в Москве.

## Биография
Окончил Строгановское училище технического рисования, начиная с 1893 года учился в Московском училище живописи, ваяния и зодчества. С 1891 по 1894 года помогал художнику Виктору Васнецову в проектировании его дома в неорусском стиле. В 1895—1897 работал помощником архитектора Ф. О. Шехтеля, участвовал в строительстве дома М. С. Кузнецова на 1-й Мещанской улице. В советское время продолжал архитектурную практику вплоть до 1940 года. Дальнейшая судьба зодчего неизвестна.

## Постройки
- Дом-музей В. М. Васнецова, 1894
- Доходный дом (1902, Москва, Николоямская улица, 19);
- Доходный дом (1903, Москва, Луков переулок, 4);
- Особняк купца Г. И. Корякина (1904, Москва, Мамоновский переулок, 3);
- Свято-Никольский храм (1906, Ангелово)[2];
- Доходный дом (1910-е, Москва, Малый Власьевский переулок, 11);
- Доходный дом (1911, Москва, Улица Жуковского, 5);
- Доходный дом (1911, Москва, Печатников переулок, 3);
- Доходный дом (1913, Москва, Малая Бронная улица, 21);
- Жилой дом кооператива «Творчество» (1926, Москва, Трёхпрудный переулок, 8);
- Автобусный парк (1926, Москва, Большая Ордынка, 40);